# Событие года
«Событие года» — ежегодная национальная премия в России, в рамках которой награждаются проекты событийной индустрии и организаторы мероприятий. Номинации премии охватывают основные сегменты отрасли: социокультурные события, корпоративные и деловые события, выставки, концерты, спортивные мероприятия и частные события.
Целью премии является повышение значимости событийной индустрии как отрасли, способствующей развитию креативной экономики России.

## История
Премия впервые была проведена в 2011 году по инициативе отраслевого журнала Event.ru.
В 2021 году правообладателем премии стала Национальная ассоциация организаторов мероприятий и премия поменяла свой формат. Было выделено 30 основных номинаций, разделенные на 7 основных блоков в соответствии с принятым классификатором событийной индустрии. Также были выделены 4 специальные номинации за лучшую креативную идею, режиссуру, оформление и дизайн и лучшее применение технологий. Лучший проект во всех номинациях получает гран-при.
С 2021 года в жюри стали входить только представители топ-менеджмента крупных заказчиков ивент-услуг и редакторы СМИ.
В 2023 году изменился формат церемонии награждения, который прошел в виде театрализованного перфоманса с участием Андрея Фомина и Александры Ребенок

## Порядок проведения конкурса
Премия проводится в два этапа. На первом этапе организаторы мероприятий отправляют заявки через сайт премии. Члены жюри оценивают их в онлайне. По результатам голосования  определяется шорт-лист в каждой номинации.
Проекты попавшие в шорт-лист переходят на этап офлайн-защит, который проходит за два дня до церемонии награждения. Победитель определяется по результатам медианных оценок, полученных в ходе защиты. Жюри выставляют оценки по заранее прописанным критериям, которые отличаются в зависимости от номинации. Защита проектов проходит в открытом режиме.

## Лауреаты премии
За годы проведения премии победителями в различных номинациях стали Газпром нефть, Магнит, РЖД, СБЕР, СКБ Контур, Тинькофф, ЦПКиО им. М.Горького, ХК Трактор, Яндекс, VK, QIWI и другие.
Также с 2021 года в премии стали активнее участвовать представители органов исполнительной власти, в первую очередь в номинациях по социокультурным событиям. Обладателями премии стали Департамент торговли и услуг города Москвы, Комитет по туризму Санкт-Петербурга, Департамент культуры Нижнего Новгорода, Агентство развития Норильска.

### Обладатели гран-при
2022 - просветительские марафоны «Новое Знание»
2023 - международный-научно популярный фестиваль «Динотерра» в Кемеровской области.
2024 - выставка «Станция Манеж», проходившая в рамках Московского урбанистического форума

.
2025 - церемония открытия и закрытия «Игры будущего»